# 사차원 벡터
사차원 벡터(四次元vector, 독일어: Vierervektor, 영어: four-vector) 또는 네성분 벡터(-成分vector)는 로런츠 변환 아래 벡터로서 변환하는 값이다. 사차원 위치 {\displaystyle (t,\mathbf {x} )}나 사차원 운동량 {\displaystyle (E,\mathbf {p} )} 따위가 있다. 실수 네 개의 성분으로 구성되어 있다.

## 정의
사차원 벡터 {\displaystyle X^{\mu }=(X^{0},X^{1},X^{2},X^{3})}은 로런츠 변환 {\displaystyle \Lambda _{\nu }^{\mu }} 아래 다음과 같이 변환하는 값이다.
{\displaystyle X^{\mu }\mapsto X'^{\mu }=\Lambda _{\nu }^{\mu }X^{\nu }}.
로런츠 군의 표현론에 따라, 로런츠 군의 표현은 리 대수 {\displaystyle {\mathfrak {su}}(2)}의 표현 두 개로 나타내어지는데, 이 때 사차원 벡터 표현은 {\displaystyle (1/2,1/2)}에 해당한다. {\displaystyle (m,n)}-표현은 {\displaystyle (2m+1)(2n+1)}차원이므로, 사차원 벡터 표현은 이름 그대로 네 개의 차원을 지닌다.

## 같이 보기
- 일반상대론의 수학적 공식화 개론
- 민코프스키 공간